# Escuadrones Móviles de Carabineros
Escuadrones Móviles de Carabineros (EMCAR), es un grupo especial de la Policía Nacional de Colombia,  encargado de cuidar a la nación ruralmente, es un grupo táctico de combate, entrenado por instructores contraguerrilla, en la Escuela Nacional de operaciones en San Luis Tolima Colombia, el cual dura 2 meses de extenso entrenamiento, especializándose en armas como los fusiles M-16,Galil5.56,R-15 y armas de apoyo como la M-60 Y M-249, defensa de bases, comunicaciones, francotiradores, enfermeros de combate M3-M5, explosivos etc, después de terminar el entrenamiento son enviados por grupos a diferentes partes del país formando los grupos COR (Comandos de Operaciones Rurales).  
ESCUADRONES MÓVILES DE CARABINEROS Y SEGURIDAD RURAL (EMCAR). Unidad táctica Operacional, equipada, entrenada y especializada en actividades de patrullaje y control en el área rural, cuya finalidad es la recuperación y consolidación de la seguridad en estas zonas del territorio nacional.
3.3.1 ÁMBITO DE ACCIÓN
•	 La recuperación sistemática de la presencia policial en el campo, con énfasis en los centros poblados, zonas productivas, agrícolas y ganaderas, entre otras, y en general en áreas vitales de la geografía Nacional.
•	 Ofrecer una respuesta efectiva a las necesidades de los habitantes del campo en materia de seguridad, en el entendido de que a partir de la presencia policial se facilita la movilización y acción de otras entidades del Estado y se generan las condiciones de desarrollo económico y social.
•	 Prestar el servicio de Policía a las zonas fronterizas, parques nacionales, reservas naturales, resguardos indígenas, comunidades afrocolombianas, entre otras.
•	 Desarrollar operaciones de control y sostenimiento de los ejes viales principales de la jurisdicción.
•	 Desarrollar estrategias operativas encaminadas a neutralizar y desarticular los grupos armados ilegales (Subversión y BACRIM).